# Neofityzacja
Neofityzacja – jedna z form degeneracji fitocenoz.
Polega na ułatwieniu rozwoju gatunków obcego pochodzenia w stosunku do danej fitocenozy. Jest to sytuacja, w której:
- neofity mają ułatwione wnikanie do składu gatunkowego zespołów roślinnych,
- gatunki obce wprowadzane zostają sztucznie przez człowieka w celach np. ozdobnych (w Polsce są to np. sosna wejmutka, dąb czerwony)[2], czeremcha amerykańska czy robinia akacjowa[3].

Szczególnym przykładem neofityzacji jest pinetyzacja, polegająca na zakładaniu drzewostanów (na siedliskach lasów liściastych), w których dominują gatunki iglaste (świerk pospolity, sosna zwyczajna). Może to prowadzić do przekształceń właściwości gleby i przeobrażeń składu runa.